# Annette Juretzki
Annette Juretzki (geboren 1984 in Polen) ist eine deutsche Schriftstellerin. Sie ist Autorin der 2017 in zwei Bänden erschienenen Science-Fiction-Romanserie Sternenbrand und des Fantasy-Romans Regentänzer (2019). Außerdem schreibt sie für das Fantasy-Rollenspiel Das Schwarze Auge.

## Leben
Die in Polen geborene Juretzki wuchs in Niedersachsen auf und studierte Religionswissenschaft. Sie ist bisexuell, verheiratet und lebt mit ihrem Mann in Osnabrück.
Sie ist Mitglied im Phantastik-Autoren-Netzwerk PAN.

## Bibliografie
Sternenbrand (Romanserie)
- 1 Blind. Traumtänzer-Verlag Lysander Schretzlmeier, Train 2017, ISBN 978-3-947031-06-1.
- 2 Blau. Traumtänzer-Verlag Lysander Schretzlmeier, Wölfersheim 2017, ISBN 978-3-947031-09-2.

Von Rache und Regen (Romanserie)
- 1 Regentänzer. Traumtänzer-Verlag, Wölfersheim 2019, ISBN 978-3-947031-26-9.

Das Schwarze Auge
- Krötengold, in: Spuren der Verheißung, Ulisses Spiele, Waldems, 2013, ISBN 978-3-86889-275-8.
- Kaiser der Diebe, in: Heldenwerk-Archiv 1, Ulisses Spiele, Waldems, 2017, ISBN 978-3-95752-573-4.